# Championnat d'Italie de rugby à XV 1992-1993
Navigation
Serie A1 1991-1992 Serie A1 1993-1994
Le Championnat d'Italie de rugby à XV 1992-1993 oppose les douze meilleures équipes italiennes de rugby à XV. Le championnat débute en 1992 et se termine le 29 mai 1993. Le tournoi se déroule sous la forme d'un championnat unique en matchs aller-retour. Les six premiers de la phase régulière sont qualifiés pour les play-off auquel participent également les 2 premiers de la Série A2, Tarvisium et CUS Roma Svevo.
Fait notoire, l'apparition d'un sponsor sur le maillot de Petrarca, le seul club parmi les meilleurs qui jusqu'alors n'avait jamais conclu de partenariat commercial : l'équipe signe un accord de coopération avec la Simod (it), fabricant de chaussures basé à Sant'Angelo di Piove di Sacco.
L'Amatori Milan El Charro bat en finale le Benetton Rugby Trévise sur le score de 41 à 15 et remporte son 5e titre. Le match se déroule au Stadio Plebiscito à Padoue devant 6 000 spectateurs.

## Équipes participantes
Les douze équipes sont les suivantes :
| - Amatori Milan El Charro - Scavolini L'Aquila - Benetton Rugby Trévise - Amatori Catane - Fly Flot Calvisano - Record Cucine Casale | - Lyons Bilboa - Parma Delicius - Petrarca Simod - Sparta Informatica Rugby Roma - Lloyd Italico Rovigo - San Donà Panto |

## Résultats

### Classement de la phase régulière
| Rang | Club                 | J  | V  | N | D  | Pm  | Pe  | Diff | Pts |
| ---- | -------------------- | -- | -- | - | -- | --- | --- | ---- | --- |
| 1    | Amatori Rugby Milan  | 22 | 21 | 0 | 1  | 952 | 352 | +600 | 42  |
| 2    | San Donà Panto       | 22 | 16 | 0 | 6  | 580 | 338 | +242 | 32  |
| 3    | Benetton Trévise (T) | 22 | 16 | 0 | 6  | 743 | 397 | +346 | 32  |
| 4    | Petrarca Padoue      | 22 | 15 | 0 | 7  | 569 | 438 | +131 | 30  |
| 5    | Rugby Rovigo         | 22 | 13 | 0 | 9  | 568 | 547 | +21  | 25  |
| 6    | Amatori Catane       | 22 | 12 | 1 | 9  | 518 | 547 | -29  | 25  |
| 7    | Rugby Rome           | 22 | 9  | 0 | 13 | 525 | 579 | -54  | 18  |
| 8    | L'Aquila Rugby       | 22 | 8  | 0 | 14 | 433 | 560 | -127 | 16  |
| 9    | Record Cucine Casale | 22 | 8  | 0 | 14 | 469 | 677 | -208 | 16  |
| 10   | Rugby Parma          | 22 | 5  | 0 | 17 | 368 | 746 | -378 | 10  |
| 11   | Rugby Calvisano      | 22 | 4  | 0 | 18 | 370 | 674 | -304 | 8   |
| 12   | Lyons Bilboa         | 22 | 4  | 1 | 17 | 300 | 659 | -359 | 8¹  |

¹Lyons Bilboa écope d'un point de pénalité.
|  | Qualifiés pour la phase finale (no 1, no 2, no 3, no 4,no 5, no 6) |
|  | Barrages (no 7, no 8, no 9, no 10)                                 |
|  | Relégués (no 11, no 12)                                            |
|  | T : tenant du titre 1992                                           |

Attribution des points :  victoire : 2, match nul : 1, défaite : 0.

### Phase finale

#### Tableau
|  | Quarts de finale        | Quarts de finale       |                         |                | Demi-finales | Demi-finales |  |  | Finale      | Finale      |
|  | Quarts de finale        | Quarts de finale       |                         |                | Demi-finales | Demi-finales |  |  | Finale      | Finale      |
|  |                         |                        |                         |                |              |              |  |  |             |             |
|  | 1993                    | 1993                   |                         |                | 1993         | 1993         |  |  | 29 mai 1993 | 29 mai 1993 |
|  | 1993                    | 1993                   |                         |                | 1993         | 1993         |  |  | 29 mai 1993 | 29 mai 1993 |
|  | Amatori Milan El Charro | 100 \| 73              |                         |                | 1993         | 1993         |  |  | 29 mai 1993 | 29 mai 1993 |
|  | Amatori Milan El Charro | 100 \| 73              |                         |                | 1993         | 1993         |  |  | 29 mai 1993 | 29 mai 1993 |
|  | CUS Roma Svevo          | 20 \| 15               |                         |                | 1993         | 1993         |  |  | 29 mai 1993 | 29 mai 1993 |
|  | CUS Roma Svevo          | 20 \| 15               | Amatori Milan El Charro | 43 \| 52       |              |              |  |  | 29 mai 1993 | 29 mai 1993 |
|  | 1993                    |                        | Amatori Milan El Charro | 43 \| 52       |              |              |  |  | 29 mai 1993 | 29 mai 1993 |
|  |                         | Petrarca Simod         | 9 \| 17                 |                |              |              |  |  | 29 mai 1993 | 29 mai 1993 |
|  | Petrarca Simod          | Petrarca Simod         | 9 \| 17                 | 19 \| 13 \| 42 |              |              |  |  | 29 mai 1993 | 29 mai 1993 |
|  | Petrarca Simod          |                        |                         | 19 \| 13 \| 42 |              |              |  |  | 29 mai 1993 | 29 mai 1993 |
|  | Lloyd Italico Rovigo    | 18 \| 42 \| 27         |                         |                |              |              |  |  | 29 mai 1993 | 29 mai 1993 |
|  | Lloyd Italico Rovigo    | 18 \| 42 \| 27         | Amatori Milan El Charro | 41             |              |              |  |  |             |             |
|  | 1993                    |                        | Amatori Milan El Charro | 41             |              |              |  |  |             |             |
|  |                         | Benetton Rugby Trévise | 15                      |                |              |              |  |  |             |             |
|  | Benetton Rugby Trévise  | Benetton Rugby Trévise | 15                      | 32 \| 21       |              |              |  |  |             |             |
|  | Benetton Rugby Trévise  | 1993                   |                         | 32 \| 21       |              |              |  |  |             |             |
|  | Amatori Catane          | 7 \| 11                |                         |                |              |              |  |  |             |             |
|  | Amatori Catane          | 7 \| 11                | Benetton Rugby Trévise  | 28 \| 25       |              |              |  |  |             |             |
|  | 1993                    |                        | Benetton Rugby Trévise  | 28 \| 25       |              |              |  |  |             |             |
|  |                         | San Donà Panto         | 27 \| 17                |                |              |              |  |  |             |             |
|  | San Donà Panto          | San Donà Panto         | 27 \| 17                | 41 \| 27       |              |              |  |  |             |             |
|  | San Donà Panto          |                        |                         | 41 \| 27       |              |              |  |  |             |             |
|  | Tarvisium               | 3 \| 18                |                         |                |              |              |  |  |             |             |
|  | Tarvisium               | 3 \| 18                |                         |                |              |              |  |  |             |             |

#### Finale
| 29 mai 1993 | Amatori Milan El Charro | 41 – 15 | Benetton Rugby Trévise | Stadio Plebiscito, Padoue 6 000 spectateurs Arbitre : Faccioli |
| 29 mai 1993 |                         |         |                        | Stadio Plebiscito, Padoue 6 000 spectateurs Arbitre : Faccioli |
| 29 mai 1993 |                         |         |                        | Stadio Plebiscito, Padoue 6 000 spectateurs Arbitre : Faccioli |

### Barrages promotion - relégation
| 1993 | Sparta Informatica Rugby Roma | 57 – 5 | Partenope | Rome |
| 1993 |                               |        |           | Rome |
| 1993 |                               |        |           | Rome |

| 1993 | Partenope | 17 – 25 | Sparta Informatica Rugby Roma | Naples |
| 1993 |           |         |                               | Naples |
| 1993 |           |         |                               | Naples |

| 1993 | Scavolini L'Aquila | 35 – 13 | Livorno Baker | L'Aquila |
| 1993 |                    |         |               | L'Aquila |
| 1993 |                    |         |               | L'Aquila |

| 1993 | Livorno Baker | 28 – 44 | Scavolini L'Aquila | Livourne |
| 1993 |               |         |                    | Livourne |
| 1993 |               |         |                    | Livourne |

| 1993 | Record Cucine Casale | 65 – 8 | Ecotecnica Brescia | Casale sul Sile |
| 1993 |                      |        |                    | Casale sul Sile |
| 1993 |                      |        |                    | Casale sul Sile |

| 1993 | Ecotecnica Brescia | 22 – 41 | Record Cucine Casale | Brescia |
| 1993 |                    |         |                      | Brescia |
| 1993 |                    |         |                      | Brescia |

| 1993 | Parma Delicius | 28 – 21 | Mirano Blue Dawn | Parme |
| 1993 |                |         |                  | Parme |
| 1993 |                |         |                  | Parme |

| 1993 | Mirano Blue Dawn | 16 – 0 | Parma Delicius | Mirano |
| 1993 |                  |        |                | Mirano |
| 1993 |                  |        |                | Mirano |

| 1993 | Parma Delicius | 9 – 28 | Mirano Blue Dawn | Parme |
| 1993 |                |        |                  | Parme |
| 1993 |                |        |                  | Parme |

## Vainqueur
| Entraîneur | Entraîneur             | Mark Ella                                                       |
| Avants     | Pilier                 | Bresciani, Cerioni, Massimo Cuttitta, Gassinaro, Lanza, Torchio |
| Avants     | Talonneur              | Colico, Marini                                                  |
| Avants     | Deuxième ligne         | Caramella, Cascinari, Cremona                                   |
| Avants     | Troisième ligne aile   |                                                                 |
| Avants     | Troisième ligne centre | Platania                                                        |
| Arrières   | Demi de mêlée          |                                                                 |
| Arrières   | Demi d'ouverture       | Diego Domínguez                                                 |
| Arrières   | Centre                 | David Campese, Pedroni, Ricchebono, Tassi                       |
| Arrières   | Ailier                 | Marcello Cuttitta, Milano                                       |
| Arrières   | Arrière                | Berni, Crotti, Giovanelli                                       |